# Линкольн (Буэнос-Айрес)
Линкольн — город на северо-западе провинции Буэнос-Айрес в Аргентине, центр одноимённого муниципалитета. Город был объявлен национальной столицей ремесленного карнавала муниципальным постановлением и Конгрессом страны.
Линкольн является центром производственной, промышленной, коммерческой и институциональной деятельности в своей юрисдикции и регионе.
Он был основан 19 июля 1865 года по указу исполнительной власти в ранее называвшемся местечке Чаньяр, и назван в честь Авраама Линкольна, президента Соединенных Штатов, который был убит 15 апреля 1865 года; инициатором создания был Дардо Роча. На северо-востоке город граничит с Хунином, вторым по значимости городом на северо-западе провинции Буэнос-Айрес, после Пергамино.
Карнавал, проходящий в Линкольне — это традиция, которая началась в 1928 году. Карнавал ежегодно привлекает туристов в свой город.

## История карнавала
В 1928 году профессор Энрике Алехандро Уркола смоделировал большие бумажные фигуры, оживил их, придумав для них движения. Благодаря своей красочности они привлекают внимание, а продуманные мини-театральные постановки между ними задают настроение праздника. Эти настоящие произведения искусства, которые после выставки в городе переносятся в другие места, чтобы продемонстрировать качество работ. В настоящее время более 100 карнавальных мотивов составляют парад над 7 кварталами главного проспекта города. Кроме того, закрытие каждого вечера осуществляется художниками высокого национального, а также международного уровня. Каждую Карнавальную ночь посещают более 35 000 человек.

## Экономика и туризм
В экономике Линкольна преобладает сельское хозяйство. Основными культурами являются пшеница, кукуруза, соя и подсолнечник. В этом районе разведено около 500 000 голов коров, и на его долю приходится 10 % производства аргентинского меда. Пчел разводят для производства меда для продажи и для участия в международных соревнованиях по его производству. Карнавалы, проводимые в Линкольне, являются главной туристической достопримечательностью с участием карроза, кабесудо, механических аттракционов, а также безостановочной музыки и общей атмосферы вечеринок. В последнее время в городе проходит рок-фестиваль Линкольна. Оба события способствуют появлению так называемых turistas gasoleros (недорогой туризм). Главная достопримечательность города — парк генерала Сан-Мартина с обширными зелеными ландшафтами и небольшим озером чистой воды.

## Спорт
Линкольн является домом для многих футбольных клубов, в том числе;
- Клуб Атлетико Эль Линкеньо
- Club Rivadavia[2]
- Объединенный молодежный клуб
- Аргентинский спортивный клуб
- CAVUL

В Линкольне также основано несколько теннисных, баскетбольных клубов, клуб регби, а также 18-луночное поле для гольфа и автодром.

## Климат
Климат над этим регионом обычно умеренный, среднегодовая температура составляет 16° С. Морозы наступают редко.